# آل استیلر
آل استیلر (انگلیسی: Al Stiller; ۲۶ اوت ۱۹۲۳ – ۲۰ آوریل ۲۰۰۴) دوچرخه‌سوار اهل ایالات متحده آمریکا بود. وی در بازی‌های المپیک تابستانی ۱۹۴۸ شرکت کرده است.